# 奧廖爾區

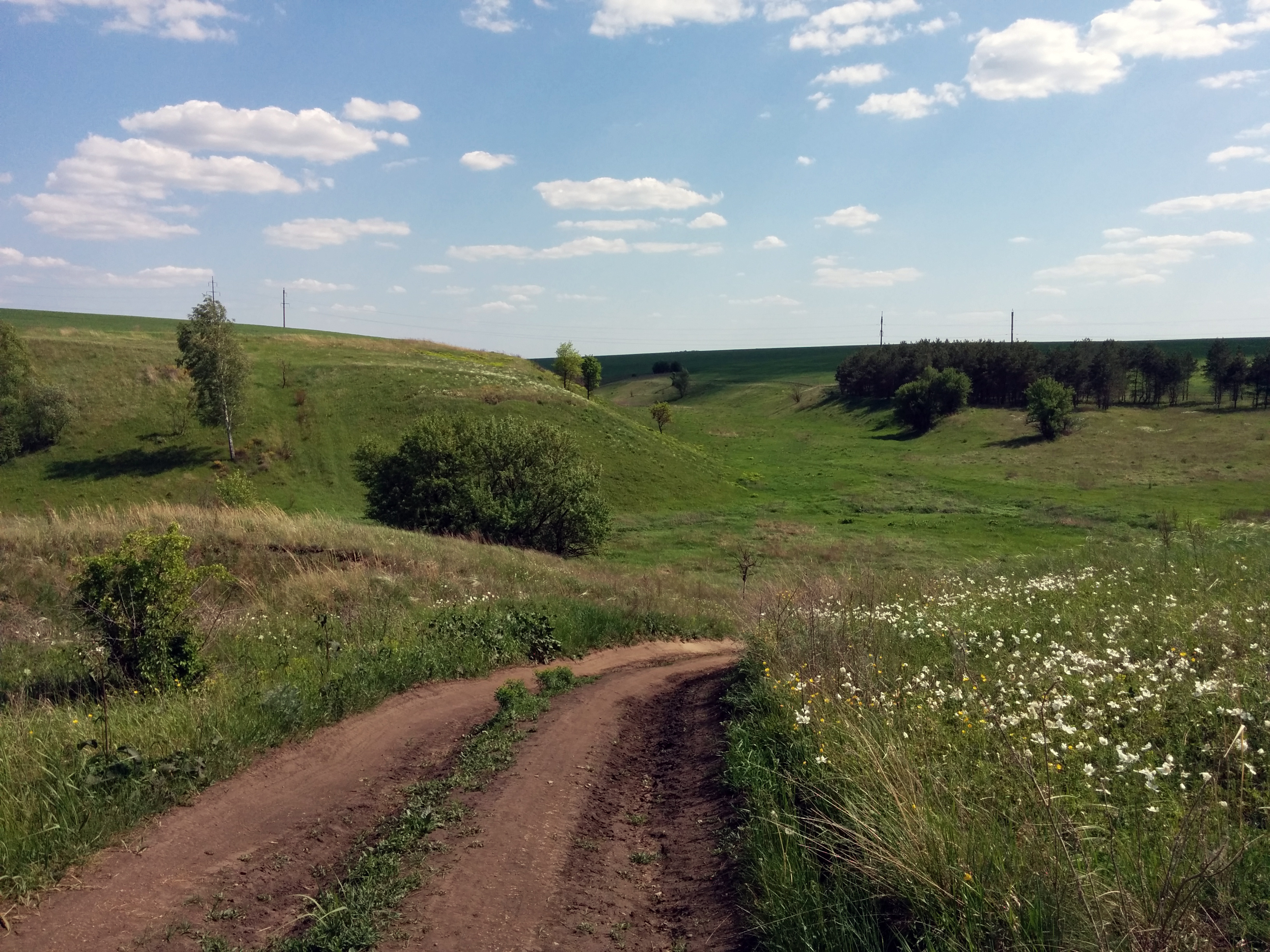

52°58′N 36°05′E / 52.967°N 36.083°E
奧廖爾區（俄语：Орловский район），是俄羅斯的一個區，位於該國西南部，由奧廖爾州負責管轄，面積1,701.4平方公里，2010年人口67,384，人口密度每平方公里39.61人。